# Imaculada (ort)
Imaculada är en ort i Brasilien.   Den ligger i kommunen Imaculada och delstaten Paraíba, i den östra delen av landet, 1 500 km nordost om huvudstaden Brasília. Imaculada ligger 763 meter över havet och antalet invånare är 4 014.
Terrängen runt Imaculada är platt åt sydost, men åt nordväst är den kuperad. Runt Imaculada är det ganska tätbefolkat, med 52 invånare per kvadratkilometer.. Det finns inga andra samhällen i närheten.
Omgivningarna runt Imaculada är huvudsakligen savann.